# Beziehungen zwischen Armenien und den Vereinigten Staaten
Die Beziehungen zwischen der Republik Armenien und den Vereinigten Staaten sind vor allem für Armenien von hoher Bedeutung, wenngleich sich das Land auf einer Achse mit Russland und dem Iran sieht. 
Seit 1991 ist Armenien Ziel mehrerer Hilfsprogramme der Vereinigten Staaten gewesen. Von 1991 bis 2012 haben die Vereinigten Staaten im Rahmen des Freedom Support Act Entwicklungshilfe und humanitäre Hilfe im Wert von zwei Milliarden US-Dollar an Armenien geleistet, um den Übergang von Totalitarismus und Kommandowirtschaft zu Demokratie und offenen Märkten zu unterstützen. Im Jahre 1992 wurde ein Handels- und Investitionsabkommen unterzeichnet, seit 1999 besteht eine bilaterale Kommission für die Vertiefung der gegenseitigen wirtschaftlichen Beziehungen. Im Jahre 2012 waren 70 US-amerikanische Firmen in Armenien aktiv.
Armenien nahm zwar nicht am US-amerikanischen Angriff auf den Irak im Jahre 2003 teil, beteiligte sich aber mit einer 46 Mann starken Einheit von Anfang 2005 bis 2008 an der Besetzung des Irak, wofür sich Präsident George W. Bush im Jahre 2009 bedankte. Armenien beteiligte sich mit 126 Soldaten bei der International Security Assistance Force, die im Rahmen des Krieges in Afghanistan das Land sichern und wiederaufbauen sollte.
Die Armenier in den USA, die vor allem in den Bundesstaaten Massachusetts und Kalifornien leben, haben auf die beiderseitigen Beziehungen einen großen Einfluss. Sie betreiben über ihre Organisationen Armenian National Committee of America und Armenian Assembly of America erfolgreiches Lobbying für die Belange Armeniens. So haben sie über Einfluss auf den Kongress der Vereinigten Staaten erreicht, dass die USA mehr Wirtschaftshilfe an Armenien leisten und drängen darauf, den Völkermord an den Armeniern sowie die Unabhängigkeit Bergkarabachs anzuerkennen. Sie haben versucht, Waffenlieferungen an die Türkei und die Finanzierung von Pipelines, die aserbaidschanisches Öl und Gas an Armenien vorbei ans Mittelmeer leiten, zu verhindern. Die schlechten armenisch-aserbaidschanischen Beziehungen widerspiegelnd haben sie verhindert, dass Aserbaidschan direkt von US-amerikanischer Hilfe im Rahmen des Freedom Support Act profitiert; diese Regelung war von 1992 bis 2001 in Kraft und betraf Aserbaidschan als einzige frühere Sowjetrepublik.
Die Beziehungen wurden in der Vergangenheit mehrmals belastet. Nach den Unregelmäßigkeiten und Ausschreitungen bei der Präsidentenwahl in Armenien vom Februar 2008 wurde die Zusammenarbeit von US-amerikanischer Seite teilweise eingefroren. Im gleichen Jahr sollen über Armenien bulgarische Waffen an militante schiitische Organisationen im Irak verkauft worden sein, so dass dadurch amerikanische Soldaten in Gefahr gebracht wurden. Auf einen Beschwerdebrief des damaligen Vizeaußenminister der Vereinigten Staaten John Negroponte erfolgte eine sehr harsche Reaktion der armenischen Seite. Die guten Beziehungen Armeniens zum Iran, die beiden Staaten dabei helfen, gegen sie gerichtete Sanktionen zu unterlaufen, sind für Armenien ein weiteres Risiko. Im Jahre 2013 wurde aufgrund dessen die amerikanische Unterstützung für Armenien um 19 % gekürzt.